# Ковалёв, Вячеслав Анукович
Вячеслав Анукович Ковалёв (род. 26 сентября 1965, Ленинград) — бард, композитор, двукратный лауреат крупнейшего фестиваля авторской песни им. В. Грушина (1990, 2005), член жюри фестиваля авторской песни им. В. Грушина, член Оргкомитета Международного фестиваля авторской песни «Петербургский аккорд» (1996).

## Альбомы
- 1993—1994 год — «Среда обитания»
- 2004 год — «Концерт в музее Александра Блока»
- 2005 год — «Моё»
- 2008 год — «Парашют»
- 2010 год — «В начало»
- DVD «На TV Ля минор»[когда?]

## Награды
- Лауреат фестиваля авторской песни им. В. Грушина (1990, 2005)
- Лауреат международного фестиваля «Петербургский аккорд» в номинации «автор».